# جون مايلز
جون مايلز (بالإنجليزية: John Miles)‏ (28 سبتمبر 1981 في المملكة المتحدة - ) هو لاعب كرة قدم بريطاني في مركز الهجوم. لعب مع ستوك سيتي وستوكبورت كونتي وماكليسفيلد تاون وميلتون كينز دونز ونادي أكرينغتون ستانلي ونادي كرو ألكساندرا ونادي ليفربول وCammell Laird 1907 F.C. ‏ وWarrington Town F.C. ‏ ونادي ألترينتشام وفليتوود تاون وDroylsden F.C. ‏.

## وصلات خارجية
- جون مايلز على موقع قاعدة بيانات كرة القدم.إي يو (الإنجليزية)
- جون مايلز على موقع Soccerbase.com (لاعب) (الإنجليزية)
- جون مايلز على موقع Soccerway.com (الإنجليزية)